# Mixture
Mixture é uma coletânea musical de Hironobu Kageyama contendo músicas que fez para animes e jogos de videogame. Lançada em 20 de abril de 1996 pela Columbia Records, possui 16 músicas e participações especiais de outros cantores.

## Recepção
Sobre a coletânea, o site CD Journal escreveu: "Escutar Kageyama cantar sempre dá energia. As versões em inglês das músicas de Dragon Ball Z são uma recomendação especial, você pode desfrutar de um gosto um pouco diferente das originais às quais você está acostumado."

## Legado
Apesar de ter sido lançada apenas no Japão, é um item de colecionador procurado por muitos fãs de Dragon Ball Z falantes de língua inglesa, pois há três músicas da série gravadas em inglês pelo próprio Kageyama, cantor das canções originais.

## Faixas[10]
| N.º            | Título                                                                   | Letras                                | Música          | Aranjo:        | Duração |  |
| 1.             | "Chou Kishin Zenki, Raigou Sei Rin!" (de Zenki)                          | Reo Rinozuka                          | Gouji Tsuno     | G. Tsuno       | 4:52    |  |
| 2.             | "Muteki no Kishin" (de Zenki)                                            | Yoshihiro Kuroiwa                     | G. Tsuno        | G. Tsuno       | 3:58    |  |
| 3.             | "Cha-La Head-Cha-La" (versão em inglês; de Dragon Ball Z)                | Yukinojo Mori; Derek Brown (tradução) | Chiho Kiyooka   | Kenji Yamamoto | 3:23    |  |
| 4.             | "Te to Te wo Tsunagou!" (de Robot Paruta)                                | G. Tsuno                              | G. Tsuno        | G. Tsuno       | 4:37    |  |
| 5.             | "Hikari no WILL POWER" (feat. KUKO; de Dragon Ball Z Ultimate Battle 22) | Yuriko Mori                           | K. Yamamoto     | K. Yamamoto    | 4:56    |  |
| 6.             | "Eien no Yakusoku" (feat. KUKO; de Dragon Ball Z Ultimate Battle 22)     | Yuriko Mori                           | K. Yamamoto     | K. Yamamoto    | 4:34    |  |
| 7.             | "Saikyou no Fusion" (de Dragon Ball Z)                                   | Yukinojo Mori                         | Tetsuji Hayashi | Yuzo Hayashi   | 3:58    |  |
| 8.             | "WE GOTTA POWER" (versão em inglês; de Dragon Ball Z)                    | Yukinojo Mori; D. Brown (tradução)    | Keiju Ishikawa  | K. Ishikawa    | 3:58    |  |
| 9.             | "Dokkan Beat" (feat. Hiroko Asakawa; de Dokkan! Robo Tendon)             | Alice Sato                            | Takeshi Ike     | Tadashi Yatabe | 3:19    |  |
| 10.            | "Go! Go! Boorin!!" (de Tonde Boorin)                                     | G. Tsuno                              | G. Tsuno        | G. Tsuno       | 4:15    |  |
| 11.            | "Friends… Itsuka Dokoka de" (de Nangoku Shounen Papuwa-kun)              | G. Tsuno                              | G. Tsuno        | G. Tsuno       | 5:50    |  |
| 12.            | "Bokutachi wa Tenshi Datta" (versão em inglês; de Dragon Ball Z)         | Yukinojo Mori; D. Brown (tradução)    | T. Ike          | Osamu Totsuka  | 3:49    |  |
| 13.            | "GET THE WIN "J"" (de J LEAGUE LIVE)                                     | ADDY e Kazuo Ishijima                 | K. Ishijima     | K. Ishijima    | 4:06    |  |
| 14.            | "Makka na Toukon! Red Puncher!!" (de Chouriki Sentai Ohranger)           | Saburo Yatsude                        | Yasuo Kosugi    | Seiichi Kyoda  | 4:30    |  |
| 15.            | "Omae ni Tsugu!" (de Zenki)                                              | R. Rinozuka                           | G. Tsuno        | G. Tsuno       | 4:32    |  |
| 16.            | "Memories -Yatsu no Inai Yoru-" (de Dragon Ball Z)                       | Dai Sato                              | C. Kiyooka      | K. Yamamoto    | 5:13    |  |
| Duração total: | Duração total:                                                           | Duração total:                        | Duração total:  | Duração total: | 69:50   |  |